# Andriej Suchowiecki
Andriej Aleksandrowicz Suchowiecki (ros. Андрей Александрович Суховецкий; ur. 25 czerwca 1974, zm. 28 lutego 2022) – rosyjski wojskowy, generał major. Zginął podczas inwazji na Ukrainę.

## Życiorys
W 1995 roku ukończył Riazańską Wyższą Szkołę Dowódczą Wojsk Powietrznodesantowych. W 2009 r. ukończył Akademię Wojskową im Frunzego, a w 2018 roku Wojskową Akademię Sztabu Generalnego.
Brał też udział w drugiej wojnie czeczeńskiej. Uczestniczył w interwencji w Syrii. Brał udział w operacjach bojowych na Północnym Kaukazie i w Abchazji. Od 25 grudnia 2018 do 2021 roku w stopniu pułkownika gwardii dowodził 7 Gwardyjską Dywizją Desantowo-Szturmową w Noworosyjsku. W listopadzie 2021 roku został zastępcą dowódcy 41 Armii Ogólnowojskowej Centralnego Okręgu Wojskowego, w stopniu generała majora. Brał udział w tym charakterze w inwazji na Ukrainie, podczas której zginął 28 lutego 2022 roku. Miejsce śmierci nie zostało oficjalnie ujawnione – według jednej wersji był to Mariupol nad Morzem Azowskim lub Hostomel koło Kijowa, lecz obie wersje budzą wątpliwości. Według niepotwierdzonych oficjalnie doniesień, został zabity przez ukraińskiego snajpera strzałem z odległości 1,5 km. Do tamtej pory był najwyższym rangą zabitym wojskowym rosyjskim podczas inwazji.
Odznaczony m.in. dwoma Orderami Męstwa, Orderem „Za zasługi wojskowe” oraz Medalem za Waleczność, a także został odznaczony za udział w aneksji Krymu przez Rosję.